# Карл фон Ессен
Карл фон Ессен (18 жовтня 1940 , Єнчепінг  — 11 листопада 2021 , Björnlundad, лен Седерманланд ) — шведський фехтувальник на шпагах, олімпійський чемпіон 1976 року.

## Виступи на Олімпіадах
| Олімпіада     | Дисципліна          | Місце |
| ------------- | ------------------- | ----- |
| Мехіко 1968   | командна шпага      | 9     |
| Мюнхен 1972   | індивідуальна шпага | 49    |
| Мюнхен 1972   | командна шпага      | 7     |
| Монреаль 1976 | командна шпага      | 1     |